# Marie-Madeleine Mienze Kiaku
Marie-Madeleine Mienze Kiaku est une femme politique de la république démocratique du Congo. Elle est nommée vice-ministre à l’Enseignement supérieur et universitaire dans le gouvernement Gizenga I et reconduite à cette fonction dans le gouvernement Gizenga II.

## Biographie
Originaire de la province du Kongo-Central, Marie-Madeleine Mienze fait son entrée en politique comme vice-gouverneure de la province du Kongo-Central. Elle a été conseillère principale[Quand ?] au cabinet d'Abdoulaye Yerodia Ndombasi. Lors des élections législatives de 2006, elle est élue députée nationale pour la circonscription de Mbanza-Ngungu. En février 2007, elle est nommée vice-ministre à l’Enseignement supérieur et universitaire dans le gouvernement Gizenga I et reconduite à cette fonction dans le gouvernement Gizenga II.
En septembre 2007, elle est désignée secrétaire générale adjointe du Parti du peuple pour la reconstruction et la démocratie (PPRD) en remplacement de Marie-Ange Lukiana Mufwankolo.